# Billinge, Merseyside
Billinge är en ort i St Helens i Storbritannien. Den ligger i grevskapet Merseyside och riksdelen England, i den centrala delen av landet, 280 km nordväst om huvudstaden London. Billinge ligger 111 meter över havet och antalet invånare är 6 700.
Terrängen runt Billinge är huvudsakligen platt. Billinge ligger uppe på en höjd. Runt Billinge är det mycket tätbefolkat, med 1 135 invånare per kvadratkilometer. Närmaste större samhälle är St Helens, 5,6 km söder om Billinge. Runt Billinge är det i huvudsak tätbebyggt.